# Olite
Olite (spanska) eller Erriberri (baskiska), officiellt Olite/Erriberri, är en kommun i Spanien.   Den ligger i provinsen och regionen Navarra, i den nordöstra delen av landet, 280 km nordost om huvudstaden Madrid. Antalet invånare är 3 832.